# Liligo.com
 (février 2024).
L'article doit être relu — et modifié si nécessaire — par des contributeurs indépendants pour apporter un regard critique aux contributions effectuées en violation des conditions d'utilisation de Wikipédia, tant sur la forme (notamment concernant le style encyclopédique, la proportionnalité) que sur le fond (la neutralité de point de vue, la qualité et l'indépendance des sources).
(Politique pour les contributions rémunérées | Comprendre le dépubage | En discuter)
liligo.com est un moteur de recherche français spécialisé dans le voyage. Mis en ligne en 2006, ce site permet de comparer des produits touristiques (billets d'avion, trains, covoiturages, hôtels, séjours, locations de voiture).
La recherche est effectuée parmi les offres de plusieurs centaines d'agences de voyage, compagnies aériennes régulières et à bas prix, compagnies ferroviaires, chaînes hôtelières, centrales de réservation, voyagistes, loueurs de voitures.
Le site est également disponible en allemand, anglais, espagnol, hongrois, italien, portugais et roumain.

## Historique
Liligo.com est une production de Findworks Technologies, une start-up fondée par Pierre Bonelli, Bertrand de la Ruelle, Xavier Corbel et Mikaël Quilfen en 2005. Basée à Paris et à Budapest en Hongrie, la société emploie une cinquantaine de personnes.
En mai 2009, le site lance sa première campagne de publicité télévisée et fait partie des acteurs les plus importants du marché du tourisme en ligne.
En septembre 2010, la SNCF, via son site Voyages-sncf, annonce une prise de participation majoritaire au capital de liligo.com pour un montant de vingt millions d'euros selon le journal Les Échos.
Liligo.com est revendu trois ans plus tard au géant du tourisme européen eDreams ODIGEO (en), rejoignant ainsi les marques eDreams, Opodo, GO Voyages et Travellink.
En 2014, liligo.com investit le marché américain et devient le comparateur le plus utilisé en France. En 2015 la start-up acquiert le comparateur Voyagermoinscher.com.
En 2016, Liligo ajoute le train, le bus et la voiture à ses comparatifs de billets d'avion.

## Outils
Liligo.com développe divers outils web comme le moteur à idées, les alertes de prix, le Magazine du Voyageur, ainsi que des applications mobiles pour IOS et Android.

## Principaux concurrents
- Google Flights (en)
- Kayak
- Skyscanner